# Collet (costume)
Pour les articles homonymes, voir Collet.

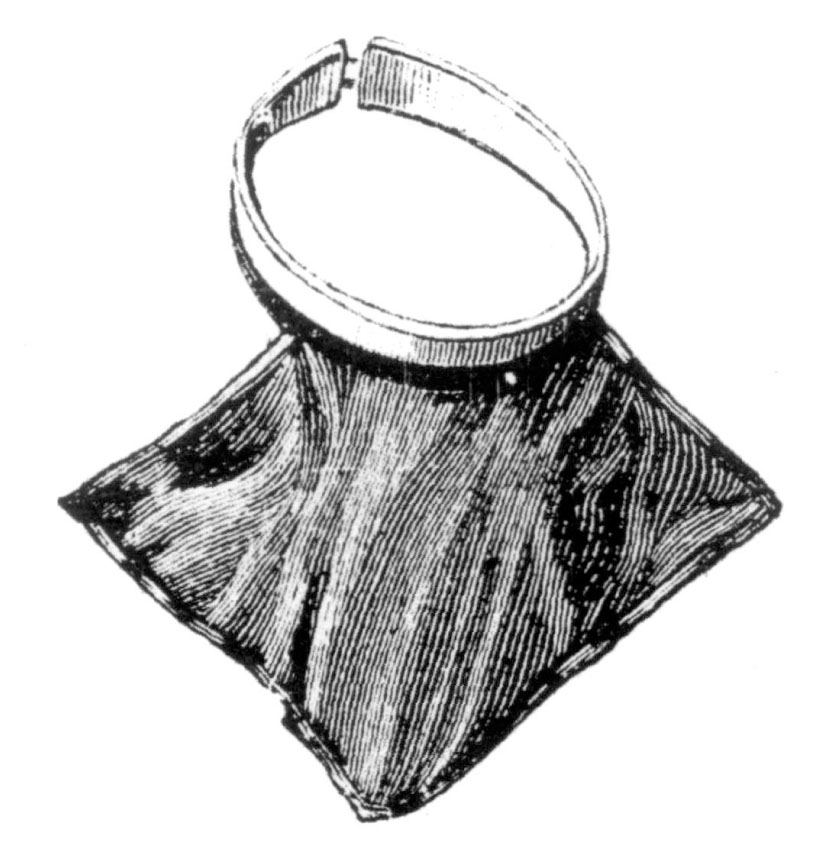
Col et collet.

Le collet est la partie de l'habillement qui est à proximité du cou. Dans le costume féminin, le collet mettant en valeur le visage s'est dissocié et a fait l'objet d'une inventivité comme élément important de la toilette au XIXe siècle. En France, à la fin du siècle, les bourgeoises élégantes portent des collets d'aspects variés qui couvrent une grande partie du haut de leur poitrine selon les saisons et une mode qui se renouvelle rapidement ; certains sont dits « collet à godets » et d'autres ayant la forme tailleur « dépassent la taille de quelques centimètres et font de larges godets » :
- le « collet plat sur les épaules orné de piqûres ou de baguettes piquées, doublé ou non », en noir, beige, mordoré, bleu marine ;
- le « collet en satin noir orné de broderie en soutache, d'applications sur tulle ou de broderies de jais » ;
- le « collet en taffetas avec empiècement de tulle brodé » ou en « taffetas imprimé sur chaîne avec garniture de mousseline de soie ou de ruban » [1]

Outre ses qualités esthétiques, le collet a une finalité pratique dans l'adaptation du costume aux saisons : en jouant avec la matière de base, sa doublure, sa taille, il apporte un confort supplémentaire à la femme, par exemple « en été pendant les soirées fraîches » s'il est fait de petit drap d'été avec une doublure très légère.
Du mot collet dérive le terme chapeau-collet, protection du haut du corps portée par les manœuvres des ports, appelés parfois colletineurs ou coltineurs pour la même raison.